# Walter Goodfellow
Walter Goodfellow (geboren 1866; gestorben 1953) war ein britischer Ornithologe und Expeditionsleiter.

## Leben und Werk
Walter Goodfellow wurde vor allem durch seine ornithologischen Reisen und Tiersammlungen bekannt. Seine erste Expedition führte ihn 1898 bis 1899 nach Kolumbien und Ecuador, wo er und sein Begleiter Claude Hamilton zusammen etwa 4000 Bälge von etwa 550 verschiedenen Arten sammelte. 1906 entdeckte er den Mikadofasan (Syrmaticus mikado) auf Formosa, heute Taiwan, als neue Art anhand von zwei Schwanzfedern am Kopfschmuck eines einheimischen Lastenträgers. Der Vogel wurde im gleichen Jahr durch William Robert Ogilvie-Grant anhand der Federbeschreibung wissenschaftlich erstbeschrieben, ohne dass dieser den Vogel gesehen hatte. Von 1909 bis 1911 leitete Goodfellow die ornithologische Expedition der British Ornithologists’ Union (BOU) nach Neuguinea. 1936 reiste er zu seiner letzten Expedition auf Melville Island.

## Ehrungen und Dedikationsnamen
1912 erhielt Goodfellow die Ehrenmedaille der British Ornithologists’ Union. Seine Sammlung wurde nach seinem Tod vom British Museum übernommen.
Ernst Hartert benannte 1903 die heute in die Gattung Basilornis aufgegangene Starengattung Goodfellowia sowie Apoia goodfellowi, heute meist als Gnomenbrillenvogel (Heleia goodfellowi) eingeordnet, nach Goodfellow. Ogilvie-Grant benannte nach ihm 1905 den Graurücken-Dschungelschnäpper (Rhinomyias goodfellowi) und den Dreizehen-Eisvogel Ceyx goodfellowi (heute Synonym zum Philippinenzwergfischer (Ceyx margarethae)), 1906 das Taiwangoldhähnchen (Regulis goodfellowi) und 1907 das Taxon Eos goodfellowi, das heute als Synonym des Rotloris (Eos bornea) gilt. Darüber hinaus wurden mehrere Unterarten ebenfalls nach Goodfellow benannt.
Unter den Säugetieren sind das Goodfellow-Baumkänguru (Dendrolagus goodfellowi) aus Neuguinea und die Goodfellow-Kammratte (Ctenomys goodfellowi) aus Bolivien durch Oldfield Thomas nach ihm benannt.

## Belege
1. 1 2  „Goodfellow“ In: Bo Beolens, Michael Grayson, Michael Watkins: The Eponym Dictionary of Mammals. Johns Hopkins University Press, 2009; S. 170–171; ISBN 978-0-8018-9304-9.
2. 1 2 3  „ Goodfellow“ In: Bo Beolens, Michael Watkins, Michael Grayson: The Eponym Dictionary of Birds. Bloomsbury Publishing, 2014; o. S.

| Personendaten    | Personendaten                                |
| ---------------- | -------------------------------------------- |
| NAME             | Goodfellow, Walter                           |
| KURZBESCHREIBUNG | britischer Ornithologe und Expeditionsleiter |
| GEBURTSDATUM     | 1866                                         |
| STERBEDATUM      | 1953                                         |